# Напольный Вьяс
Напольный Вьяс — село в Лунинском районе Пензенской области России. Входит в Большевьясский сельсовет.
Расположено на правом берегу реки Вьяс в 1 км к западу от села Большой Вьяс и в 75 км к северо-востоку от Пензы.
| 1710  | 1717  | 1747  | 1782  | 1864 | 1877 | 1897  |
| ----- | ----- | ----- | ----- | ---- | ---- | ----- |
| 399   | ↗430  | ↗504  | ↗600  | ↗831 | ↗987 | ↗1227 |
| 1911  | 1926  | 1930  | 1959  | 1979 | 1989 | 1996  |
| ↗1320 | ↗1462 | ↗1616 | ↘1488 | ↘835 | ↘572 | ↘491  |
| 2002  | 2010  |       |       |      |      |       |
| ↘424  | ↘315  |       |       |      |      |       |

## История
Основано во второй половине XVII века пензенскими служилыми людьми. После перевода солдат и казаков в южные степные города (1697) их земля отказана графу Гавриилу Ивановичу Головкину. В 1719 году у него 39 дворов, храм во имя Знамения Пресвятой Богородицы, господские конюшенные и скотные дворы, свинарни, 2 однопоставных мельницы на реке. Село сначала входило в состав Пензенского, а с 1780 года — Саранского уездов. В 1864 здесь 124 двора, церковь, 4 поташных завода, в 1877 — в Большевьясской волости, 146 дворов, церковь, 6 поташных заводов, синильня, шерсточесальня. Численность населения: в 1710—399, 1717—430, 1864—831, 1877—987, 1897—1227, 1926—1462, 1930—1616, 1959—1488, 1979—835, 1989—572, 1996—491 житель. На 1.1.2004 — 198 хозяйств, 397 жителей.